# دوموکوس
دوموکوس (به لاتین: Domokos) یک شهرک در یونان است که در Phthiotis Prefecture واقع شده‌است.

## خواهرخوانده
شهر ریوفردو خواهرخواندهٔ دوموکوس هست.